# Eugenio Corini
Eugenio Corini (né le 30 juillet 1970 à Bagnolo Mella, dans la province de Brescia, en Lombardie) est un footballeur italien, qui jouait au poste de milieu défensif, aujourd'hui reconverti en entraîneur.

## Biographie

### Carrière d'entraineur
Eugenio Corini s'engage début juillet 2010 avec le club de Portosummaga, tout juste promu en Série B. Il quitte toutefois le club moins de deux semaines après être arrivé, et sans avoir dirigé le moindre match officiel, à la suite d'un désaccord avec ses dirigeants.
Le 2 septembre 2012, il est nommé entraineur du Chievo Vérone. Il démissionne le 29 mai 2013. Il est de nouveau rappelé en novembre de la même année.
Il réalise une situation identique à Brescia. Après avoir été écarté en novembre 2019 au profit de Fabio Grosso parce qu'il était en conflit avec Mario Balotelli, il récupère son poste en décembre, avant d'être de nouveau limogé en février.

## Palmarès

### En tant que joueur
- Italie espoirs
  - Champion d'Europe espoirs en 1992.

- US Palerme
  - Champion de Série B en 2003-04.

### En tant qu’entraîneur
- Brescia Calcio
  - Champion de Série B en 2018-19.